# Hydroptila lacandona
Hydroptila lacandona är en nattsländeart som beskrevs av Bueno-soria 1984. Hydroptila lacandona ingår i släktet Hydroptila och familjen smånattsländor. Inga underarter finns listade i Catalogue of Life.